# L'hombre
L'hombre er et kortspil, der oprindeligt stammer fra Spanien og kom til Danmark i 1600-tallet fra Frankrig. Det kan spilles af 3-4 spillere, men kun tre spillere deltager aktivt i spillet. L'hombre-spillere udviklede i 1700-tallet en firemandsversion ved navn quadrille, der fortrængte l'hombre i blandt andre England og Frankrig, men ikke i Danmark.
L’hombre organiseres af Dansk L’hombre Union, Lhombre.dk ,som årligt afvikler et dansk mesterskab for firemands hold.
Klubberne er organiseret i jysk og fynsk L’hombre union, som begge afholder divisionsturneringer.

## Kortene
Til spillet anvendes 40 kort, idet 8'ere, 9'ere og 10'ere fjernes fra et sædvanligt spil kort. I modsætning til de fleste andre kortspil går spillet mod uret. Kortenes indbyrdes rækkefølge er også usædvanlig (fra højest til lavest):
| Sort |  |  |  |  | K | D | B | 7 | 6 | 5 | 4 | 3 | 2 | E |
| Rød  |  |  |  |  | K | D | B | E | 2 | 3 | 4 | 5 | 6 | 7 |

Denne rækkefølge bruges imidlertid kun i nolospil.
I trumfspil er spar es (kaldet "spadillen") den højeste trumf og klør es (kaldet "basta") den tredjehøjeste trumf, mens det kort, som ellers ville være lavest, rykker op som næsthøjeste trumf (kaldet "manillen"). Hvis en rød farve er trumf, rykker farvens es desuden op som fjerdehøjeste trumf (kaldet "ponto").
Med sort trumf:
| Trumf          | SpE | 2 | KlE |  | K | D | B | 7 | 6 | 5 | 4 | 3 |   |   |
| Sort sidefarve |     |   |     |  | K | D | B | 7 | 6 | 5 | 4 | 3 | 2 |   |
| Rød            |     |   |     |  | K | D | B | E | 2 | 3 | 4 | 5 | 6 | 7 |

Med rød trumf:
| Trumf         | SpE | 7 | KlE | E | K | D | B |   | 2 | 3 | 4 | 5 | 6 |   |
| Rød sidefarve |     |   |     |   | K | D | B | E | 2 | 3 | 4 | 5 | 6 | 7 |
| Sort          |     |   |     |   | K | D | B | 7 | 6 | 5 | 4 | 3 | 2 |   |

Spadille, manille, basta og ponto betegnes som matadorer, og hvis man sidder med en ubrudt række trumfer fra toppen (eksempelvis spar es, hjerter 7, klør es, hjerter es, hjerter konge, når hjerter er trumf), kaldes hele rækken for matadorer.
Skulle man sidde med de ni højeste trumfer, altså med ni matadorer, er der tradition for, at alle i lokalet erlægger en femmer som præmie. "I gamle dage" var der til tider notits i avisen om, at stationsforstanderen (eller hvem det nu var) havde haft ni matadorer i l'hombre, og dengang var præmien 5 øre – altså en rent symbolsk anerkendelse.

## Kortgivning
Kortgivningen sker mod uret, og hver spiller får ni kort, tre ad gangen. De resterende 13 kort udgør en talon.

## Meldinger og køb
Forhånd melder først. Hvis mellemhånd byder over, kan forhånd vælge selv at tage meldingen. Forhånd og mellemhånd byder færdig, inden baghånd får lov til at melde.
De almindelige meldinger er:
- Pas
- Spil
- Bedre spil
- Tourné
- Købenolo
- Tourné respect el. grand tourné (udtrykket Grand tourne bruges ikke mere, og accepteres således ikke i turnerings L’hombre. )
- Solo
- Solo kulør
- Ren nolo
- Nolo ouvert

Bedre spil og solo kulør er med spar som trumf. Man melder dem som hhv. spil og solo - og melder kun trumffarven, hvis det er nødvendigt for at få meldingen. Solo kulør og ren nolo kan ikke overmelde hinanden, spilleren der sidder først, får meldingen)
I tourné (og tourné respect) bestemmes trumffarven ved at vende øverste kort i katten. Tourné respect må kun meldes, hvis man sidder med spadille og basta.

## Spillet
Spillet går mod uret, og i trumfspil vinder spilfører ved at have flere stik end hver af modspillerne. Der er ni stik i alt, så spilfører vinder, hvis han har fem stik eller fire stik, mens modspillerne har tre og to. Hvis spilfører har lige så mange stik som en eller begge modspillere (stikkene fordeles 4-4-1 eller 3-3-3), er spillet remis, og spilføreren bliver bet. Hvis spilføreren derimod får færre stik end en modspiller, bliver han kodille og skal betale ekstra. For at undgå en kodille må spilføreren i alle andre købespil end købenolo kaste kortene efter købet.
(Ordet kodille bruges ikke mere. Man bruger udtrykket kruk. NEO)
(Kortene må ifølge dansk L’hombre unions regler for turnerings L’hombre kastes i købenolo. Kortene kastes inden spilfører selv skal lægge til.)
13/3 22 - NEO.